# Ведомый (авиация)

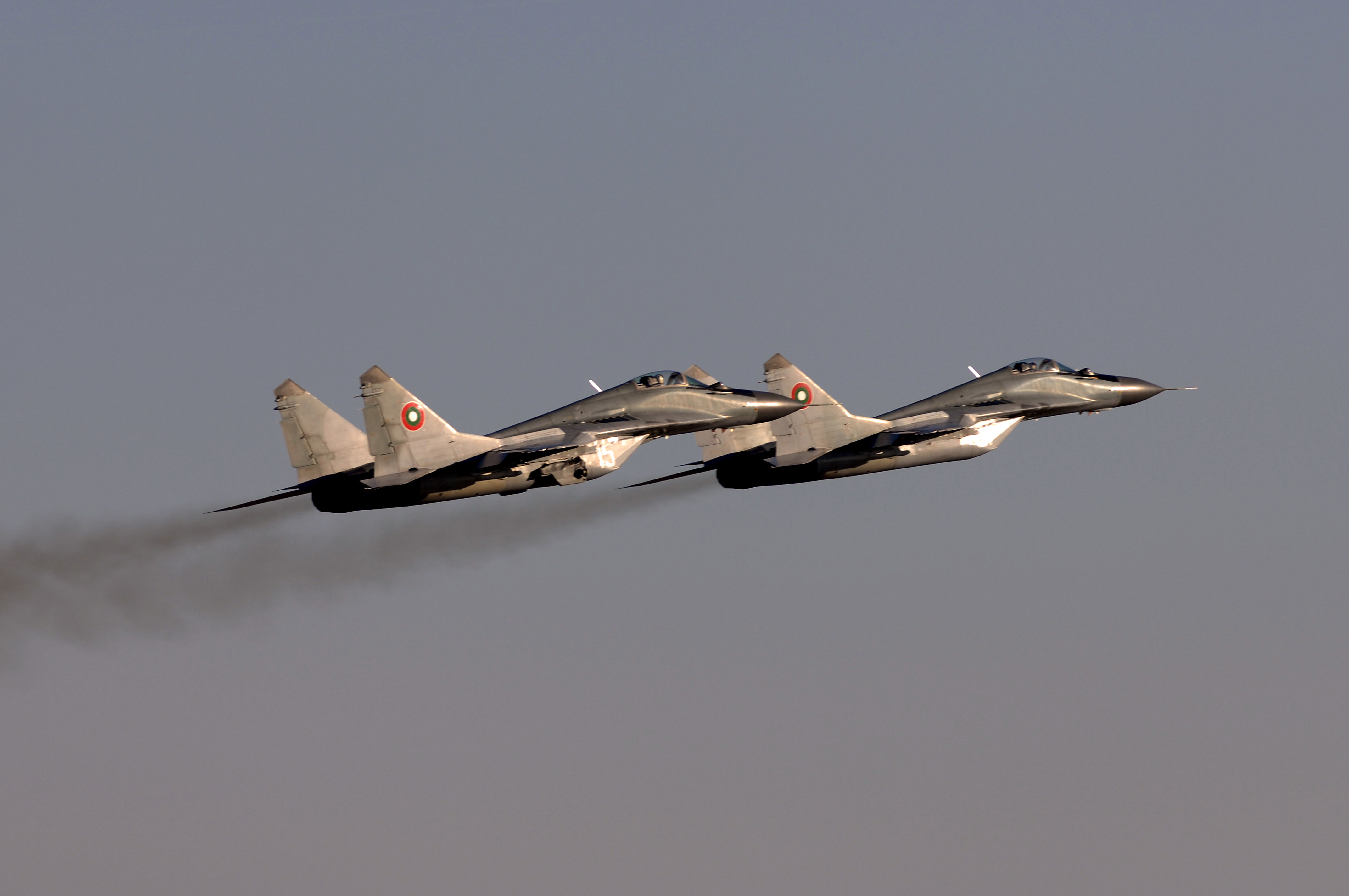
Два самолёта МиГ-29 в боевом порядке «пара» вылетают на задание по плану учений, аэродром Граф-Игнатьево, Болгария.

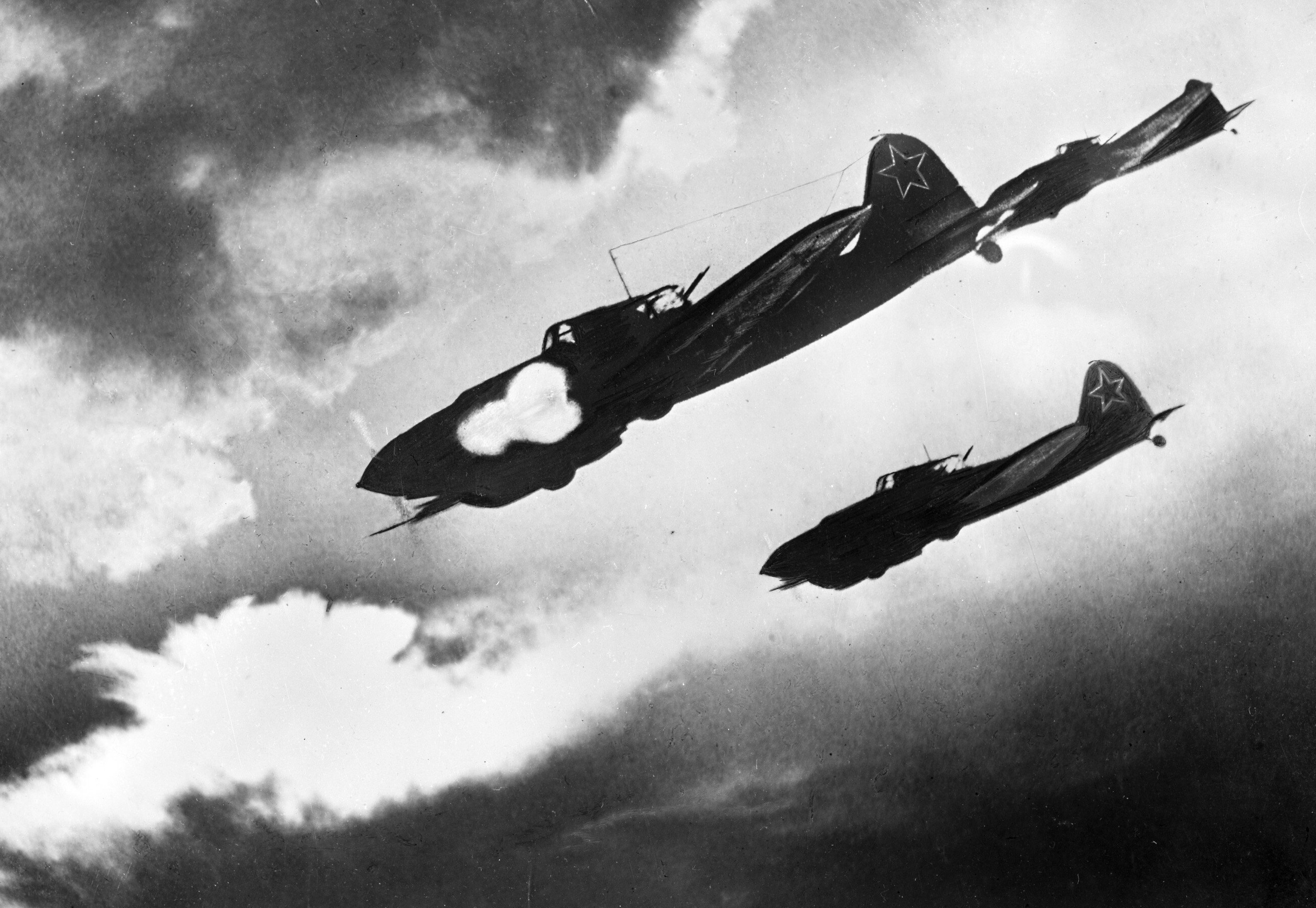
Штурмовка звеном «Ил-2.
Курская дуга, 1 июля 1943 года.

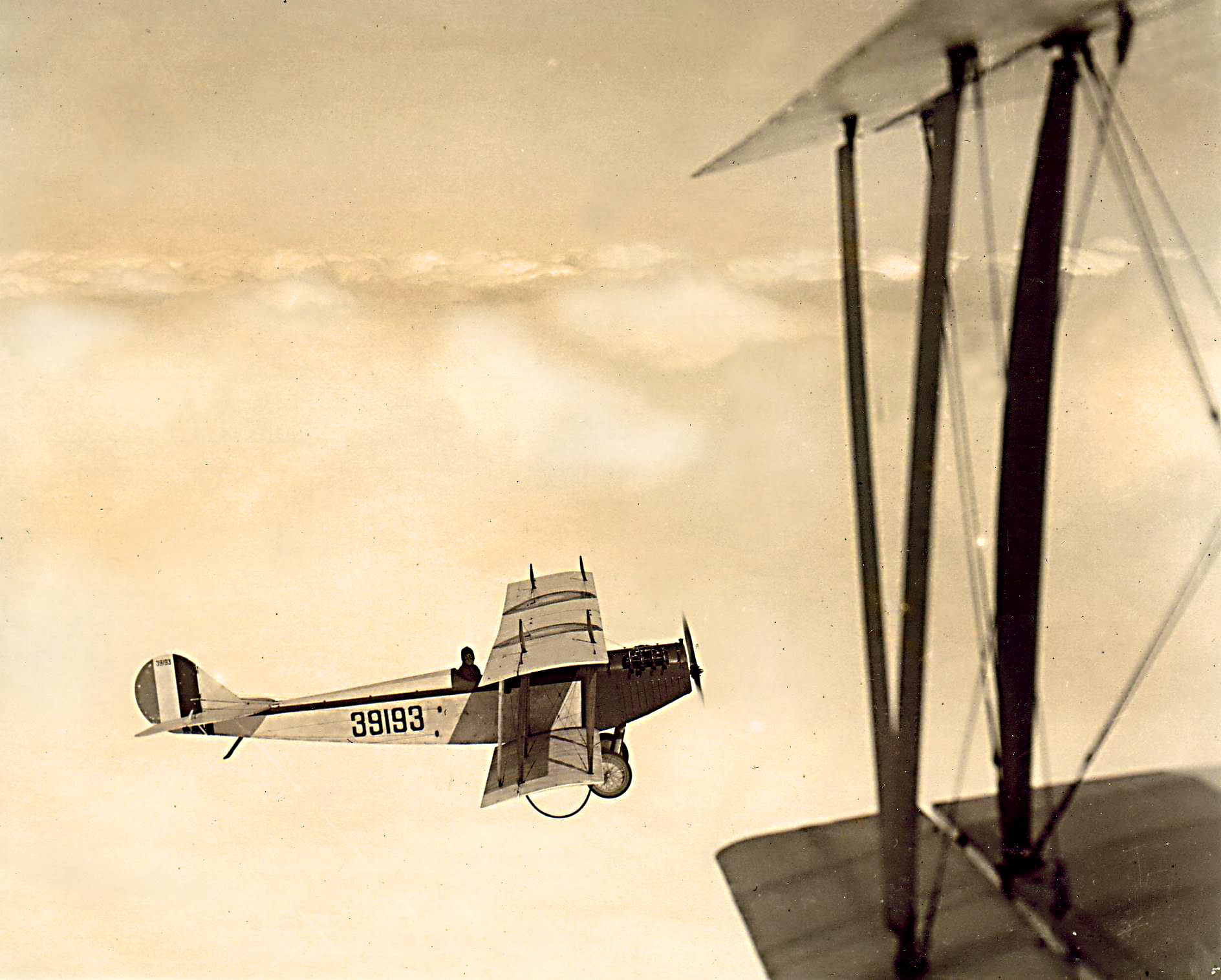
Curtiss JN-4 «Jenny».

Ве́домый — лётчик или экипаж, подчинённый ведущему (командиру группы) при групповых полётах или полётах в боевых порядках. 
Ведущий — это командир формирования, а ведомый (ведомые) — это его подчинённый.

## История
В связи с развитием цивилизаций, научно-техническим прогрессом, появлением и развитием авиации, были придуманы и способы её использования, в том числе и в военном деле. Первоначально аэропланы (самолёты) использовались для разведки, наблюдения, корректировки огня, а позднее для бомбардировки сухопутного противника и завоевания превосходства в воздухе. Тактика использования аэропланов (самолётов) была заимствована из флота, и постоянно совершенствовалась. Одним из приёмов было использование летательного аппарата в группе, что потребовало распределение обязанностей во время полёта, так появились ведущий и ведомый, и правила их взаимодействия в полёте.  

## Правила групповых полётов
НПП-88 ст. 245. Групповые полёты выполняются в боевых или полётных порядках. Параметры боевого (полётного) порядка группы устанавливаются командиром группы в зависимости от цели полёта.
Ст. 246. Интервал и дистанция, превышение или принижение ведомого относительно ведущего (впереди летящего) самолёта устанавливаются такими, чтобы ведомые не попадали в спутный след (струю) самолёта ведущего и имели благоприятные условия для наблюдения за ним.
Ст. 247. Групповой полёт должен выполняться под управлением командира (ведущего), находящегося в составе группы. Для повышения надёжности управления группой в полёте назначается заместитель командира группы. В случае когда командир (ведущий) группы не может исполнять свои обязанности, заместитель командира обязан принять командование группой на себя.
Ст. 248. При выполнении дозаправки топливом в воздухе командиром группы является командир экипажа дозаправляемого самолёта. Он подает команды на выдерживание режима дозаправки, принимает решение на выполнение дозаправки, разрешает экипажу самолёта-заправщика выполнение эволюций для выдерживания заданного маршрута, дает команду на прекращение дозаправки.

## Обязанности ведомого
Ст. 251. Ведомый в полёте обязан:
- выдерживать установленные параметры боевого (полётного) порядка, следить за ведущим (впереди летящим) самолётом и не терять его из виду;
- пристраиваться к ведущему (впереди летящему) самолёту на прямой, установив сначала заданную дистанцию на увеличенном интервале с принижением (на предельно малых и малых высотах — с превышением), а затем заданный интервал;
- следить за командами (сигналами) ведущего и выполнять их;
- вести осмотрительность во избежание опасного сближения с другими самолётами и столкновения с препятствиями;
- знать и учитывать маневренные возможности самолёта на различных высотах;
- докладывать командиру группы о всех неисправностях систем и оборудования самолёта и в случае появления необходимости изменения параметров боевого (полётного) порядка;
- сохранять ориентировку, докладывать командиру группы о замеченных уклонениях от заданного маршрута, быть готовым в любой момент перейти на самостоятельное выполнение полёта или занять место ведущего.

Ст. 252. Ведомому запрещается:
- пристраиваться к группе (ведущему) и менять место в боевом (полётном) порядке без разрешения ведущего;
- выходить из боевого (полётного) порядка, кроме случаев, не позволяющих сохранять в нем свое место;
- вести без необходимости радиообмен[3].

## В США
Согласно данным ВВС США: 
 Традиционное военное определение "ведомого" относится к схеме, в которой летают истребители. Всегда есть ведущий самолёт и ещё один, который отлетает от правого крыла, оставаясь позади ведущего. Именно этот второй пилот и называется ведомым, потому что он в первую очередь защищает ведущего, наблюдая за его спиной. 
Роль ведомого — поддерживать воздушный бой, делая полет более безопасным и способным: повышая ситуационную осведомленность, увеличивая огневую мощь и обеспечивая более динамичную тактику.
Концепция ведомого почти так же стара, как и истребительная авиация. 9 августа 1915 года Освальд Бёльке уже исполнял эту роль, когда он сбил французский самолёт, преследовавший Макса Иммельмана.
Полковник Роберт Смит подробно описал работу и роль ведомых во время Корейской войны. Среди основных обязанностей ведомого — оставаться рядом с лидером воздушного соединения и предупреждать его о любых непосредственных угрозах ценой потери взаимной защиты. Смит описал обязанности как взаимоисключающие: чтобы никогда не терять лидера, нужно, чтобы ведомый следил за тем, что находится перед ним, а для предупреждения лидера об угрозах необходимо сосредоточить внимание на тыле. Чтобы защитить лидера, ведомому необходимо постоянно реагировать в соответствии с его окружением и движениями. Смит описал трудности полёта в условиях плохой видимости и тяжёлое воздействие на человеческое восприятие в таких условиях, особенно учитывая опасность отрыва от лидера группы.